# Ahmad Tejan Kabbah

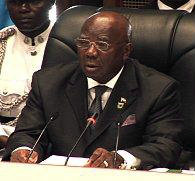
Ahmed Tejan Kabbah

Ahmad Tejan Kabbah, född 16 februari 1932 i Pendembu i Kailahun-distriktet i östra Sierra Leone, död 13 mars 2014 i Freetown, var en sierraleonsk politiker som var president i Sierra Leone 1996–97 och 1998–2007. Han arbetade för UNDP innan han återvände till Sierra Leone 1992. 1996 genomfördes de första demokratiska parlamentsvalen och Kabbah utropades till president. Han innehade presidentposten under det långvariga inbördeskriget i landet.